# Miguel Abensour
Miguel Abensour (* 1939; † 22. April 2017) war ein französischer Philosoph, spezialisiert auf politische Philosophie. Er war zuletzt emeritierter Professor für politische Philosophie an der Universität Paris-Diderot und ehemaliger Präsident des Collège international de philosophie.

## Leben
Miguel Abensour schrieb für die französischen Fachzeitschriften Textures, Libre und Tumultes. Seit 1974 war er Herausgeber der Reihe Critique De La Politique (vom Verleger Payot & Rivages). Abensour erlangte Aufmerksamkeit mit seinen Beiträgen zur Rezeption der Frankfurter Schule in Frankreich.
In seinen Werken und zahlreichen Artikeln versuchte er, Demokratie, verstanden als „Demokratie gegen den Staat“, mit der Idee der Utopie in Einklang zu bringen, beeinflusst von der Kritik Emmanuel Levinas’ an Martin Bubers Idee der zwischenmenschlichen Beziehungen – die Ich und Du Beziehung ist dem Ich und Es entgegengestellt.
Er veröffentlichte auch zahlreiche Artikel über Emmanuel Levinas, Claude Lefort, Saint-Just, utopischen Sozialismus (Pierre Leroux, William Morris), Blanqui und Mitglieder der Frankfurter Schule.
Eine Anthologie und Kritik seiner Werke wurde von dem Verlag Sens & Tonka veröffentlicht: Critique De La Politique. Autour de Miguel Abensour, herausgegeben von Anne Kupiec und Étienne Tassin, 2006.

## Schriften
- Instructions pour une prise d’armes. L’éternité par les astres. Hypothèse astronomique et autres textes d’Auguste Blanqui établis et présentés par Miguel Abensour et Valentin Pelosse, Paris, Tête de Feuilles, 1973, puis réédité par Sens & Tonka en 2000.
- De la compacité : architecture et régimes totalitaires, Paris, Sens & Tonka, 1997.
- L’Utopie de Thomas More à Walter Benjamin, Paris, Sens & Tonka, 2000.
- Le Procès des maîtres rêveurs, Arles, Sulliver, 2000.
- La Démocratie contre l’État : Marx et le moment machiavélien, Paris, Le Félin, 2004, deutsche Ausgabe: Demokratie gegen den Staat. Marx und das machiavellische Moment. Aus dem Französischen von Andrea Hemminger, Suhrkamp, Berlin 2012, ISBN 978-3-518-58574-0.
- Rire des lois, du magistrat et des dieux : l'impulsion Saint-just, Lyon, Horlieu, 2005.
- Hannah Arendt contre la philosophie politique ?, Paris, Sens & Tonka, 2006.
- Maximilien Rubel, pour redécouvrir Marx, en collaboration avec Louis Janover, Paris, Sens & Tonka, 2008.
- Pour une philosophie politique critique, Paris, Sens & Tonka, 2009.
- L’Homme est un animal utopique / Utopiques II, Arles, Les Editions de La Nuit, 2010.
- Le Procès des maîtres rêveurs (nouvelle édition augmentée) / Utopiques I, Arles, Les Editions de La Nuit, 2011.